# Жакутинга (Риу-Гранди-ду-Сул)
Жакутинга (порт. Jacutinga)  —  муниципалитет в Бразилии, входит в штат Риу-Гранди-ду-Сул. Составная часть мезорегиона Северо-запад штата Риу-Гранди-ду-Сул. Входит в экономико-статистический  микрорегион Эрешин. Население составляет 3810 человек на 2006 год. Занимает площадь 179,296 км². Плотность населения — 21,2 чел./км².
Праздник города — 1 июня.

## История
Город основан 1 июня 1964 года. 

## Статистика
- Валовой внутренний продукт на 2003 составляет 53.490.343,00 реалов (данные: Бразильский институт географии и статистики).
- Валовой внутренний продукт на душу населения на 2003 составляет 14.076,41 реалов (данные: Бразильский институт географии и статистики).
- Индекс развития человеческого потенциала на 2000 составляет 0,800 (данные: Программа развития ООН).

## География
Климат местности: субтропический.